# 宮前 (杉並區)
宮前（日语：／ Miyamae */?）是東京都杉並區的地名。現行行政地名為宮前一丁目至宮前五丁目。已實施住居表示。郵遞區號168-0081。

## 地理
位於杉並區中西部，環状八號線西側。過去町內有松庵川流經，現已暗渠化。

## 歷史
- 1969年（昭和44年）11月1日－實施住居表示，以東京都杉並區大宮前一丁目至五丁目為中心，設立宮前[1]。以下，左為現行町名，右為舊町名。
  - 宮前一丁目：大宮前一丁目環八西側部分、（舊）上高井戶五丁目一部分
  - 宮前二丁目：大宮前二丁目環八西側部分
  - 宮前三丁目：大宮前四丁目全域、大宮前六丁目一小部分（11、12、35番西側）
  - 宮前四丁目：大宮前三丁目全域、大宮前五丁目一部分
  - 宮前五丁目：大宮前五丁目一部分

### 地名由來
地名來自過去的「大宮前新田」。大宮前新田是源自武藏國豐島郡關村（現在練馬區關）井口八郎右衛門在1658年（明曆4年，萬治元年）左右，為祈求成功開墾所建造的春日神社。（也有說是大宮八幡宮的前方，因而稱『大宮前』。）

## 交通

### 鐵路
此地無鐵路通過。關東巴士荻60系統可往JR東日本中央線荻窪站、京王電鐵井之頭線富士見丘站與久我山站。2008年11月起，還可利用杉並社區巴士杉丸（すぎ丸）前往西荻窪站、久我山站。

### 巴士
- 關東巴士（五日市街道營業所，車輛編號開頭為「E」）
  - 荻60系統（荻窪站南口－宮前三丁目循環）
  - 中36系統（中野站～吉祥寺站北口）
- 小田急巴士（吉祥寺營業所，車輛編號開頭為「A」）
  - 宿44系統（新宿站西口－武藏境站南口）
- 杉丸
  - 楓（かえで）路線（西荻窪站－久我山站）

### 道路
- 五日市街道
- 井之頭通
- 神明通－自西荻窪站前延伸的道路。

## 設施
- 杉並區高井戶站前事務所宮前分室
- 宮前圖書館
- 宮前公園－關東巴士荻60「宮前公園」下車
- 大宮前公園－關東巴士荻60「都營宮前公寓前」下車。「宮前公園」與「大宮前公園」是完全不同的地方。
- 小鳩公園
- 大善公園
- 大宮前体育館
- 春日神社
- 慈宏寺
- 東京都立西高等學校
- ODELIC（オーデリック）－大型照明器具製造公司
- 高井戶警察署
- 日通自動車學校

## 文化財
- 板繪著色雷神圖（狩野洞月詮信筆）－區指定有形民俗文化財（平成9年度指定）。宮前3-1-2，春日神社內。
- 力石－區登錄有形民俗文化財（昭和62年度登錄）。宮前3-1-2，春日神社內。
- 大宮前「當村開起慈宏寺大檀那」供養塔－區指定有形文化財（昭和62年度指定）。宮前3-1-3，慈宏寺內。
- 木造日蓮上人立像－區指定有形文化財（平成16年3月24日指定）。宮前3-1-3，慈宏寺內。
- 木造馬頭觀音立像－區指定有形文化財（平成19年3月15日指定）。宮前3-1-3，慈宏寺內。
- 庚申藤－舊東京都天然紀念物。宮前1-17-24。

## 備註
1. ↑  昭和44年12月16日，自治省告示第197號
2. ↑  森泰樹著『杉並風土記』ではこの説をあげている。（『杉並風土記 下巻』1989年 352頁）

## 外部連結
- 杉並區官方網站（页面存档备份，存于）
- 木造日蓮上人立像（页面存档备份，存于）
- 木造馬頭觀音立像（页面存档备份，存于）